# Hesselvad stenkiste
Hesselvad stenkiste er en såkaldt stenkiste fra bronzealderen, der ligger ved Hesselvad Bro.
Da man i 1990'erne skulle bygge den nye Esbjergmotorvej mellem Kolding og Esbjerg, skulle en del gravhøje undersøges af arkæologer. Heriblandt gravhøjen Bredhøj, syd for Lejerskov, hvor den velbevarede stenkiste blev fundet.
Kisten blev målt op og efterfølgende flyttet til en placering nær Hesselvad Bro. I forbindelse med denne flytning af stenkisten holdt Bent Bechmann, tidligere borgmester af Lunderskov Kommune, en tale ved afsløringen/flytningen på dens nye beliggenhed.
Stenkisten menes at være brugt ved en begravelse midt i bronzealderen for cirka 3.400 år siden.
Stenkisten består af 10 bærende sten og fire dæksten. Da den i 1995 blev gravet ud indeholdt kisten bl.a. en bronzesav og 4 klapstolebeslag af bronze.
55°29′56″N 9°18′08″Ø / 55.49894°N 9.30228°Ø